# Plaatsmolen (Pittem)
De Plaatsmolen is een windmolen in de West-Vlaamse plaats Pittem, gelegen aan de Schuiferskapellestraat.
Deze ronde stenen molen van het type stellingmolen fungeerde als korenmolen.

## Geschiedenis
In 1386 werd voor het eerst melding gemaakt van een standerdmolen op deze plaats. In 1532 werd ook melding gemaakt van een rosmolen, die in de nabijheid van de windmolen was gebouwd en als oliemolen dienst deed. De windmolen werd omstreeks 1580, tijdens de godsdienstoorlogen, vernield en was in 1615 al weer opgebouwd. De molen was eigendom van de heren van Pittem, en werd aan de molenaars verpacht.
In 1798 werd de molen door het Franse bewind onteigend en verkocht aan een particuliere molenaar.
In 1909 werd de standerdmolen vervangen door een stenen stellingmolen, die op een molenbelt stond. Hierbij werden heel wat houten onderdelen uit de voorgaande molen hergebruikt. In 1949 werd het windbedrijf stopgezet en in 1950 werden de roeden verwijderd. Daarna raakte de molen in verval, maar in 1995 werden een aantal instandhoudingswerkzaamheden uitgevoerd. Vanaf 2009 werden restauratiewerkzaamheden uitgevoerd om de molen weer in maalvaardige toestand te brengen.
- Inventaris van het Bouwkundig Erfgoed (Vlaanderen): 211975